# Tatiana Akimova
Pour les articles homonymes, voir Akimova.
Tatiana Andreïevna Akimova (en russe : Татьяна Андреевна Акимова), née Semenova (Семёнова) le 26 octobre 1990 à Tcheboksary, est une biathlète russe.

## Carrière
Membre du club CSKA (armée), Tatiana Akimova fait ses débuts en compétition internationale aux Championnats d'Europe junior en 2011. À l'Universiade d'hiver de 2013, elle remporte trois médailles, dont une or au relais mixte et deux de bronze en individuel.
Elle est sélectionnée dans l'équipe nationale sénior lors de la saison 2014-2015, où elle obtient notamment deux quatrièmes place en IBU Cup à Racines et Osrblie. Au début de la saison 2015-2016, elle appelée pour son premier départ en Coupe du monde à Östersund, avant de gagner le sprint d'Obertilliach, comptant pour l'IBU Cup. De retour en Coupe du monde juste après, elle marque ses premiers points avec une 32e place au sprint de Ruhpolding. Deux mois plus tard, elle signe ses meilleurs résultats de l'hiver avec une 12e et une 14e place à Khanty-Mansiïsk. Elle est récompensée en tant que débutant de l'année par l'IBU.
Lors de la saison 2016-2017, elle s'illustre individuellement en remportant le sprint de Nové Město, avec quatrièmes dixièmes de seconde de marge sur la deuxième Anaïs Chevalier (dix sur dix au tir pour les deux athlètes), puis terminant troisième de la poursuite, pour ses deux seuls podiums en carrière et également premiers top dix. Elle est ensuite médaillée de bronze aux Championnats du monde d'Hochfilzen en relais mixte (avec Olga Podchufarova, Aleksandr Loguinov et Anton Shipulin), son premier et seul podium en grand championnat.
Elle fait partie des athlètes russes autorisées à concourir sous bannière neutre aux Jeux olympiques d'hiver de 2018. Elle se classe 20e du sprint, 31e de la poursuite, 15e de l'individuel, 30e de la mass start et 9e du relais mixte.
En raison d'une grossesse, elle est absente du circuit mondial après les Jeux olympiques pendant deux saisons complètes. Elle fait son retour en Coupe du monde en décembre 2020 à Hochfilzen, où elle rentre de nouveau dans le top 40. Malgré ces résultats encourageants elle est reléguée en IBU Cup dont la saison débute en janvier sur le site d'Arber. Elle y remporte les trois premières courses (deux sprints et un relais), ce qui lui permet de retrouver la Coupe du monde pour l'étape d'Antholz la semaine suivante.
Elle est mariée avec le biathlète Viacheslav Akimov (de) depuis 2015.

## Palmarès

### Jeux olympiques
| Édition / Épreuve | Individuel | Sprint | Poursuite | Mass start | Relais | Relais mixte |
| ----------------- | ---------- | ------ | --------- | ---------- | ------ | ------------ |
| Pyeongchang 2018  | 15e        | 20e    | 31e       | 30e        | —      | 9e           |

Légende :
- — : non disputée par Akimova

### Championnats du monde
| Édition / Épreuve | Individuel | Sprint | Poursuite | Mass start | Relais | Relais mixte              | Relais mixte simple              |
| ----------------- | ---------- | ------ | --------- | ---------- | ------ | ------------------------- | -------------------------------- |
| Holmenkollen 2016 | 39e        | 28e    | 26e       | —          | 11e    | —                         | Épreuve inexistante à cette date |
| Hochfilzen 2017   | 51e        | 16e    | 18e       | 23e        | 10e    | Médaille de bronze, monde | Épreuve inexistante à cette date |
| Pokljuka 2021     | 29e        | —      | —         | —          | 11e    | —                         | —                                |

Légende :
- : première place, médaille d'or
- : deuxième place, médaille d'argent
- : troisième place, médaille de bronze
- — : non disputée par Akimova
- : pas d'épreuve

### Coupe du monde
- Meilleur classement général : 16e en 2017.
- 2 podiums individuels : 1 victoire et 1 troisième place.
- 2 podiums en relais : 1 victoire et 1 troisième place.

Dernière mise à jour le 24 janvier 2021

#### Classements en Coupe du monde
| Saison    | Individuel | Individuel | Sprint | Sprint   | Poursuite | Poursuite | Mass start | Mass start | Général | Général  |
| Saison    | Points     | Position   | Points | Position | Points    | Position  | Points     | Position   | Points  | Position |
| --------- | ---------- | ---------- | ------ | -------- | --------- | --------- | ---------- | ---------- | ------- | -------- |
| 2015-2016 | 2          | 61e        | 73     | 35e      | 71        | 35e       |            |            | 146     | 45e      |
| 2016-2017 | 59         | 17e        | 170    | 15e      | 150       | 23e       | 104        | 17e        | 483     | 16e      |
| 2017-2018 | 20         | 36e        | 58     | 46e      | 63        | 38e       | 25         | 39e        | 166     | 39e      |
| 2020-2021 | 12         | 54e        | 24     | 65e      |           |           |            |            |         |          |

#### Victoires
| Saison / Épreuve | Individuel | Sprint     | Poursuite | Mass start | Total |
| 2016-2017        |            | Nové Město |           |            | 1     |
| Total            |            | 1          |           |            | 1     |

### Championnats d'Europe
| Édition / Épreuve | Individuel | Sprint | Poursuite | Relais |
| ----------------- | ---------- | ------ | --------- | ------ |
| Otepää 2015       | 19e        | 24e    | 16e       | 7e     |

### Universiades
- Trentin 2013 : 
  -  Médaille d'or en relais mixte.
  -  Médaille de bronze du sprint.
  -  Médaille de bronze de la poursuite.

### Jeux mondiaux militaires
- Sotchi 2017 :
  -  Médaille d'or à la compétition par équipes.
  -  Médaille d'argent du sprint.

### IBU Cup
- 3 victoires individuelles.

Palmarès au 20 janvier 2021